# Politès de Céramos
Politès de Céramos (grec ancien : Πολίτης Κεραμίτης) est un vainqueur olympique « triastès » originaire de Céramos.
Il réalisa le triplé inédit stadion d'une longueur d'un stade (environ 192 m), diaulos (double stade) et dolichos (course de fond) lors des 212e Jeux olympiques en 69 ap. J.-C. Le nombre de concurrents pour le stadion ayant nécessité des séries éliminatoires, ce fut un total de quatre courses que Politès remporta lors de ces jeux,,.